# Lamposaaret (ö i Södra Savolax, S:t Michel)
Lamposaaret är en ö i Finland. Den ligger i sjön Saimen och i kommunen Sankt Michel i den ekonomiska regionen  S:t Michel och landskapet Södra Savolax, i den södra delen av landet, 220 km nordost om huvudstaden Helsingfors. Öns area är 32,1 hektar och dess största längd är 1 kilometer i nord-sydlig riktning.  Notera att namnet antyder att det är fråga om flera öar.